# Cymbalophora lutea
Cymbalophora lutea är en fjärilsart som beskrevs av Krüger 1934. Cymbalophora lutea ingår i släktet Cymbalophora och familjen björnspinnare. Inga underarter finns listade i Catalogue of Life.